# Vsevolod Vișnevski
Vsevolod Vișnevski (n. 8/21 decembrie 1900, Sankt Petersburg, Imperiul Rus – d. 28 februarie 1951, Moscova, RSFS Rusă, URSS) a fost un prozator și dramaturg rus sovietic. S-a născut la Sankt Petersburg și a murit la Moscova. În timpul primului război mondial a fost cadet în Flota Mării Baltice. A participat și la al doilea război mondial și a participat la luptele de apărare a Leningradului. Este cunoscut pentru piesa Tragedia optimistă (1933). Vsevolod Vișnevski a fost membru al Partidului Comunist al URSS din 1937 și a fost decorat cu Premiul Stalin în 1949.

## Vezi și
- Listă de dramaturgi ruși